# كرة القدم في الألعاب الأولمبية الصيفية 2012 – مسابقة الرجال
| كرة القدم في الألعاب الأولمبية الصيفية 2012 |
| ------------------------------------------- |
| المسابقة                                    |
| رجال سيدات                                  |
| التشكيلات                                   |
| رجال سيدات                                  |

مسابقة الرجال لكرة القدم في الألعاب الأولمبية الصيفية 2012 أقيمت في لندن وفي خمس مدن أخرى في بريطانيا العظمى من 26 يوليو إلى 11 أغسطس. الاتحادات المنتمية للفيفا مدعوة للمشاركة بفرق الرجال تحت-23 سنة في التصفيات المؤهلة، تأهل من بينهم 15 منتخب، بالإضافة للبلد المنظم إلى النهائيات. يسمح للفرق المشاركة بضم 3 لاعبين فوق سن 23 لتشكيلاتها. تعد هذه البطولة الأولى الكبرى التابعة للفيفا التي تقام في المملكة المتحدة منذ كأس العالم لكرة القدم 1966 وستكون مسابقة كرة القدم الأولمبية الأولى للرجال التي تشهد فريق يمثل بريطانيا العظمى منذ الألعاب الأولمبية الصيفية 1960 في روما.

## الأماكن
| ملعب ويمبلي   | أولد ترافورد                |
| السعة: 90,000 | السعة: 76,212               |
|               |                             |
| كارديف        | نيوكاسل                     |
| ملعب الألفية  | سانت جيمس بارك              |
| السعة: 74,500 | السعة: 52,387               |
|               |                             |
| غلاسغو        | كوفنتري                     |
| هامبدن بارك   | ملعب مدينة كوتنفري، كوفنتري |
| السعة: 52,103 | السعة: 32,500               |
|               |                             |

## التصفيات
يجوز لكل لجنة أولمبية وطنية اشراك فريق للرجال في مسابقة كرة القدم.

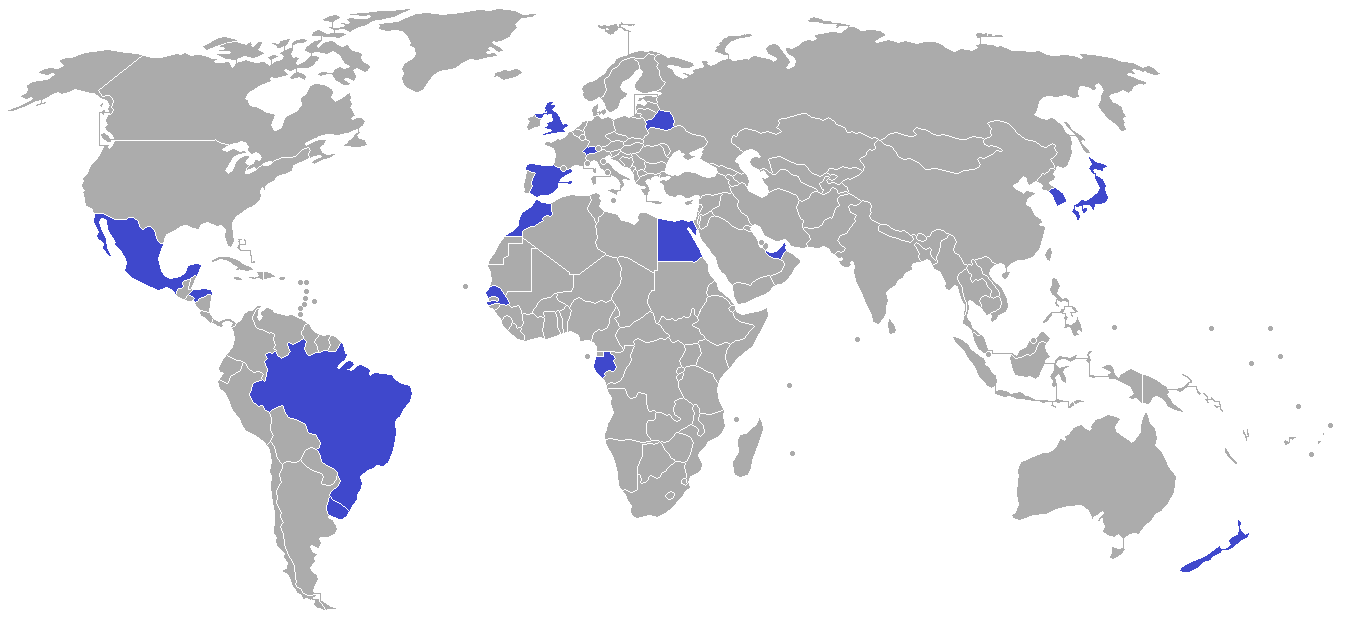
البلدان المشاركة

| طريقة التأهل                | تاريخ الانتهاء المتوقع | المكان             | المقاعد | المتأهل                                             |
| --------------------------- | ---------------------- | ------------------ | ------- | --------------------------------------------------- |
| البلد المضيف                |                        | —                  | 1       | بريطانيا العظمى                                     |
| مسابقة آسيا التمهيدية       | 29 مارس 2012           | متعدد (ذهاب وإياب) | 3       | كوريا الجنوبية · اليابان · الإمارات العربية المتحدة |
| مسابقة أفريقيا التمهيدية    | 10 ديسمبر 2011         | المغرب             | 3       | الغابون · المغرب · مصر                              |
| مسابقة الكونكاكاف التمهيدية | 2 أبريل 2012           | الولايات المتحدة   | 2       | المكسيك · هندوراس                                   |
| مسابقة الكونمبيول التمهيدية | 12 فبراير 2011         | بيرو               | 2       | البرازيل · الأوروغواي                               |
| مسابقة أوقيانوسيا التمهيدية | 25 مارس 2012           | نيوزيلندا          | 1       | نيوزيلندا                                           |
| مسابقة أوروبا التمهيدية     | 25 يونيو 2011          | الدنمارك           | 3       | إسبانيا · سويسرا · بيلاروس                          |
| ملحق آسيا–أفريقيا           | 23 أبريل 2012          | بريطانيا العظمى    | 1       | السنغال                                             |
| المجموع                     |                        |                    | 16      |                                                     |

## حكام المباريات
أصدر الفيفا يوم 19 أبريل 2012 قائمة حكام المباريات الذين سيديرون مباريات المسابقة.
| الاتحاد    | الحكم          | المساعدون                             |
| ---------- | -------------- | ------------------------------------- |
| آسيا       | روشان إيرماتوف | عبد الحميدولو رسولوف باخادير كوشكاروف |
| آسيا       | يوتشي نيشيمورا | تورو ساغارا توشيوكي ناغي              |
| آسيا       | بين ويليامز    | ماثيو كريم حقان أناز                  |
| أفريقيا    | باكاري غاساما  | جيسون دامو أنغيسوم أوغبامريم          |
| أفريقيا    | سليم الجديدي   | بشير حساني شريف حسن                   |
| الكونكاكاف | روبيرتو غارسيا | خوسي لويس كامارغو ألبيرتو مورين       |
| الكونكاكاف | مارك جيجر      | مارك هورد جو فليتشر                   |
| الكونميبول | راؤول أوروسكو  | إفراين كاسترو آرول فالدا              |
| الكونميبول | ويلمار رولدام  | هومبرتو كلافيخو إدواردو دياز          |
| الكونميبول | خوان سوتو      | خورخي أوريغو كارلوس لوبيز             |

| الاتحاد    | الحكم            | المساعدون                                 |
| ---------- | ---------------- | ----------------------------------------- |
| أوقيانوسيا | بيتر أوليري      | يان هندريك هينتز رافينيش كومار            |
| يويفا      | فيليكس بريتش     | مارك بورش ستيفان لوب                      |
| يويفا      | مارك كلاتينبورغ  | ستيفن تشايلد سايمون بيك                   |
| يويفا      | بافل كرالوفيتش   | مارتن فيلتشيك أنتونين كوردولا             |
| يويفا      | سفين أودفار موين | كيم هاغلوند فرانك أنداس                   |
| يويفا      | جيانلوكا روتشي   | إيلينيتو دي ليبيراتوري جيانلوكا كاريولاتو |

## القرعة
أقيمت قرعة المجموعات يوم 24 أبريل 2012. وقد تم وضع الفرق المصنفة بريطانيا العظمى، المكسيك، البرازيل وإسبانيا في المجموعات من 1–4 على التوالي. أما الفرق المتبقية فتم توزيعهم على 4 وعائات حيث تجنبت الفرق التي من نفس القارة مواجهة بعضها البعض.
| وعاء 1                                                                 | وعاء 2                                                              | وعاء 32                                                           | وعاء 42                            |
| ---------------------------------------------------------------------- | ------------------------------------------------------------------- | ----------------------------------------------------------------- | ---------------------------------- |
| - بريطانيا العظمى (المركز A1) - إسبانيا (المركز D1) - سويسرا - بيلاروس | - البرازيل (المركز C1) - الأوروغواي - المكسيك (المركز B1) - هندوراس | - اليابان - كوريا الجنوبية - الإمارات العربية المتحدة - نيوزيلندا | - مصر - المغرب - الغابون - السنغال |

## المباريات
فائزي وثواني المجموعات يبلغون الدور ربع النهائي.
جميع الأوقات حسب التوقيت البريطاني الصيفي (ت ع م+01:00).

### المجموعة 1
| فريق                     | نقاط | فرق | عليه | له | خ | ت | ف | لعب |
| ------------------------ | ---- | --- | ---- | -- | - | - | - | --- |
| بريطانيا العظمى          | 7    | 3+  | 2    | 5  | 0 | 1 | 2 | 3   |
| السنغال                  | 5    | 2+  | 2    | 4  | 0 | 2 | 1 | 3   |
| الأوروغواي               | 3    | 2−  | 4    | 2  | 2 | 0 | 1 | 3   |
| الإمارات العربية المتحدة | 0    | 3−  | 6    | 3  | 2 | 1 | 0 | 3   |

| الإمارات العربية المتحدة | 1 – 2 | الأوروغواي               |
| ------------------------ | ----- | ------------------------ |
| مطر 23'                  | تقرير | راميريز 42' · لوديرو 56' |

| بريطانيا العظمى | 1 – 1 | السنغال    |
| --------------- | ----- | ---------- |
| بيلامي 20'      | تقرير | كوناتي 82' |

| السنغال         | 2 – 0 | الأوروغواي |
| --------------- | ----- | ---------- |
| كوناتي 10'، 37' | تقرير |            |

| بريطانيا العظمى                      | 3 – 1 | الإمارات العربية المتحدة |
| ------------------------------------ | ----- | ------------------------ |
| غيغز 16' · سينكلير 73' · ستوريدج 76' | تقرير | عيسى 60'                 |

| السنغال    | 1 – 1 | الإمارات العربية المتحدة |
| ---------- | ----- | ------------------------ |
| كوناتي 49' | تقرير | مطر 21'                  |

| بريطانيا العظمى | 1 – 0 | الأوروغواي |
| --------------- | ----- | ---------- |
| ستوريدج 45+1'   | تقرير |            |

### المجموعة 2
| فريق           | نقاط | فرق | عليه | له | خ | ت | ف | لعب |
| -------------- | ---- | --- | ---- | -- | - | - | - | --- |
| المكسيك        | 7    | 3+  | 0    | 3  | 0 | 1 | 2 | 3   |
| كوريا الجنوبية | 5    | 1+  | 1    | 2  | 0 | 2 | 1 | 3   |
| الغابون        | 2    | 2−  | 3    | 1  | 1 | 2 | 0 | 3   |
| سويسرا         | 1    | 2−  | 4    | 2  | 2 | 1 | 0 | 3   |

| المكسيك | 0 – 0 | كوريا الجنوبية |
| ------- | ----- | -------------- |
|         | تقرير |                |

| الغابون       | 1 – 1 | سويسرا          |
| ------------- | ----- | --------------- |
| أوباميانج 45' | تقرير | محمدي 5' (ركل.) |

| المكسيك                      | 2 – 0 | الغابون |
| ---------------------------- | ----- | ------- |
| دوس سانتوس 63'، 90+1' (ركل.) | تقرير |         |

| كوريا الجنوبية                       | 2 – 1 | سويسرا      |
| ------------------------------------ | ----- | ----------- |
| بارك تشو يونغ 57' · كيم بو كيونغ 64' | تقرير | إميغارا 60' |

| المكسيك     | 1 – 0 | سويسرا |
| ----------- | ----- | ------ |
| بيرالتا 69' | تقرير |        |

| كوريا الجنوبية | 0 – 0 | الغابون |
| -------------- | ----- | ------- |
|                | تقرير |         |

### المجموعة 3

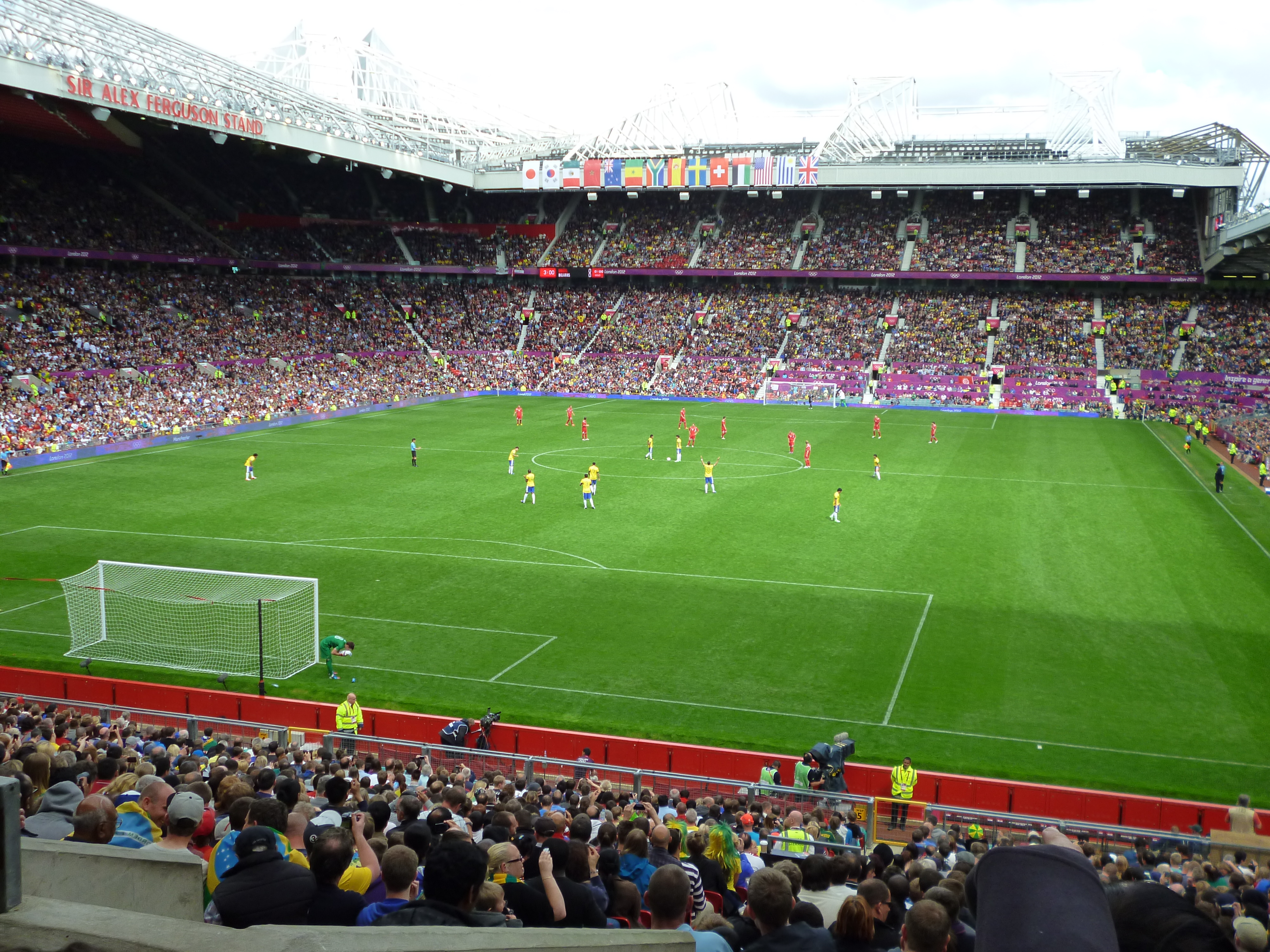
المباراة بين البرازيل وبيلاروسيا

| فريق      | نقاط | فرق | عليه | له | خ | ت | ف | لعب |
| --------- | ---- | --- | ---- | -- | - | - | - | --- |
| البرازيل  | 9    | 6+  | 3    | 9  | 0 | 0 | 3 | 3   |
| مصر       | 4    | 1+  | 5    | 6  | 1 | 1 | 1 | 3   |
| بيلاروس   | 3    | 3−  | 6    | 3  | 2 | 0 | 1 | 3   |
| نيوزيلندا | 1    | 4−  | 5    | 1  | 2 | 1 | 0 | 3   |

| بيلاروس    | 1 – 0 | نيوزيلندا |
| ---------- | ----- | --------- |
| باها 45+1' | تقرير |           |

| البرازيل                             | 3 – 2 | مصر                      |
| ------------------------------------ | ----- | ------------------------ |
| رافاييل 16' · دامياو 26' · نيمار 30' | تقرير | أبو تريكة 52' · صلاح 76' |

| البرازيل                            | 3 – 1 | بيلاروس   |
| ----------------------------------- | ----- | --------- |
| باتو 15' · نيمار 65' · أوسكار 90+3' | تقرير | بريسان 8' |

| مصر      | 1 – 1 | نيوزيلندا |
| -------- | ----- | --------- |
| صلاح 40' | تقرير | وود 17'   |

| البرازيل                             | 3 – 0 | نيوزيلندا |
| ------------------------------------ | ----- | --------- |
| دانيلو 23' · دامياو 29' · ساندرو 52' | تقرير |           |

| مصر                                 | 3 – 1 | بيلاروس      |
| ----------------------------------- | ----- | ------------ |
| صلاح 56' · محسن 73' · أبو تريكة 79' | تقرير | فارانكوف 87' |

### المجموعة 4

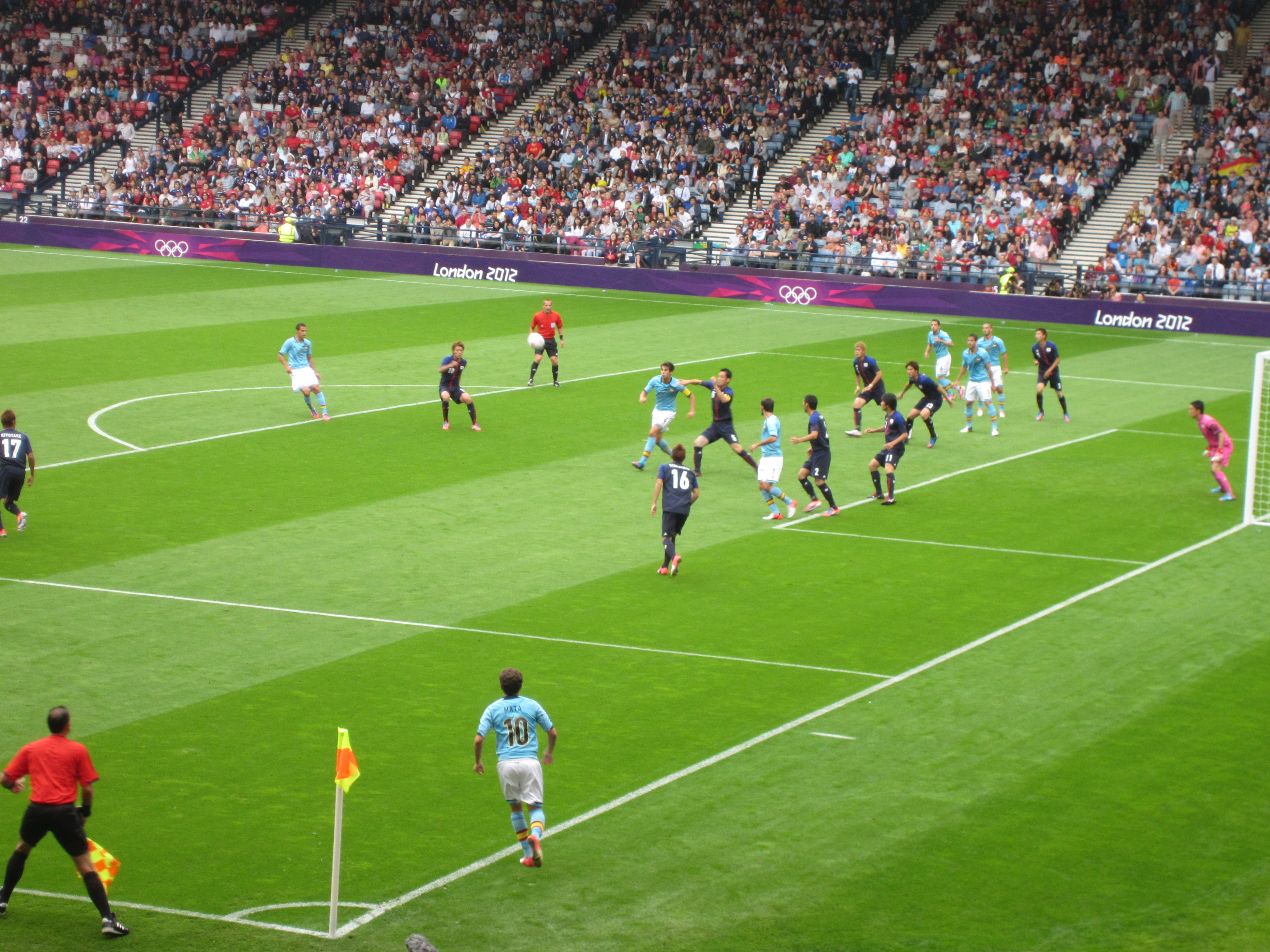
خوان ماتا ينفذ ركنية في المباراة بين إسبانيا واليابان

| فريق    | نقاط | فرق | عليه | له | خ | ت | ف | لعب |
| ------- | ---- | --- | ---- | -- | - | - | - | --- |
| اليابان | 7    | 2+  | 0    | 2  | 0 | 1 | 2 | 3   |
| هندوراس | 5    | 1+  | 2    | 3  | 0 | 2 | 1 | 3   |
| المغرب  | 2    | 1−  | 3    | 2  | 1 | 2 | 0 | 3   |
| إسبانيا | 1    | 2−  | 2    | 0  | 2 | 1 | 0 | 3   |

| هندوراس                  | 2 – 2 | المغرب               |
| ------------------------ | ----- | -------------------- |
| بينغتسون 56'، 65' (ركل.) | تقرير | برادة 39' · لبيض 67' |

| إسبانيا | 0 – 1 | اليابان   |
| ------- | ----- | --------- |
|         | تقرير | أوتسو 34' |

| إسبانيا | 0 - 1 | هندوراس     |
| ------- | ----- | ----------- |
|         | تقرير | بينغتسون 7' |

| اليابان   | 1 – 0 | المغرب |
| --------- | ----- | ------ |
| ناغاي 84' | تقرير |        |

| اليابان | 0 – 0 | هندوراس |
| ------- | ----- | ------- |
|         | تقرير |         |

| إسبانيا | 0 – 0 | المغرب |
| ------- | ----- | ------ |
|         | تقرير |        |

## مرحلة خروج المغلوب
|  | ربع النهائي | ربع النهائي        | ربع النهائي |         |          | نصف النهائي    | نصف النهائي | نصف النهائي |                            |                            | مباراة الميدالية الذهبية   | مباراة الميدالية الذهبية   | مباراة الميدالية الذهبية |
|  |             |                    |             |         |          |                |             |             |                            |                            |                            |                            |                          |
|  | A1          | بريطانيا العظمى    | 1 (4)       |         |          |                |             |             |                            |                            |                            |                            |                          |
|  | B2          | كوريا الجنوبية (ر) | 1 (5)       |         |          |                |             |             |                            |                            |                            |                            |                          |
|  | B2          | كوريا الجنوبية (ر) | 1 (5)       |         | B2       | كوريا الجنوبية | 0           |             |                            |                            |                            |                            |                          |
|  |             |                    |             |         | B2       | كوريا الجنوبية | 0           |             |                            |                            |                            |                            |                          |
|  |             | C1                 | البرازيل    | 3       |          |                |             |             |                            |                            |                            |                            |                          |
|  | C1          | C1                 | البرازيل    | 3       | البرازيل | 3              |             |             |                            |                            |                            |                            |                          |
|  | C1          |                    |             |         | البرازيل | 3              |             |             |                            |                            |                            |                            |                          |
|  | D2          | هندوراس            | 2           |         |          |                |             |             |                            |                            |                            |                            |                          |
|  |             |                    |             |         |          |                |             |             |                            |                            | C1                         | البرازيل                   | 1                        |
|  |             |                    | B1          | المكسيك | 2        |                |             |             |                            |                            |                            |                            |                          |
|  | B1          | المكسيك (ب.و.إ.)   | 4           |         |          |                |             |             |                            |                            |                            |                            |                          |
|  | A2          | السنغال            | 2           |         |          |                |             |             |                            |                            |                            |                            |                          |
|  | A2          | السنغال            | 2           |         | B1       | المكسيك        | 3           |             | مباراة الميدالية البرونزية | مباراة الميدالية البرونزية | مباراة الميدالية البرونزية | مباراة الميدالية البرونزية |                          |
|  |             |                    |             |         | B1       | المكسيك        | 3           |             | مباراة الميدالية البرونزية | مباراة الميدالية البرونزية | مباراة الميدالية البرونزية | مباراة الميدالية البرونزية |                          |
|  |             | D1                 | اليابان     | 1       |          |                |             |             |                            |                            |                            |                            |                          |
|  | D1          | D1                 | اليابان     | 1       | اليابان  | 3              |             | B2          | كوريا الجنوبية             | 2                          |                            |                            |                          |
|  | D1          |                    |             |         | اليابان  | 3              |             | B2          | كوريا الجنوبية             | 2                          |                            |                            |                          |
|  | C2          | مصر                | 0           |         |          |                |             |             |                            |                            | D1                         | اليابان                    | 0                        |

### ربع النهائي
| اليابان                            | 3–0   | مصر |
| ---------------------------------- | ----- | --- |
| ناغاي 14' · يوشيدا 78' · أوتسو 83' | تقرير |     |

| المكسيك                                                 | 4–2 (ب.و.إ.) | السنغال                |
| ------------------------------------------------------- | ------------ | ---------------------- |
| إنريكيز 10' · أكوينو 62' · دوس سانتوس 98' · هيريرا 109' | تقرير        | كوناتي 69' · بالدي 76' |

| البرازيل                           | 3–2   | هندوراس                     |
| ---------------------------------- | ----- | --------------------------- |
| دامياو 38'، 60' · نيمار 50' (ركل.) | تقرير | مارتينيز 12' · إسبينوزا 48' |

| بريطانيا العظمى  | 1–1 (ب.و.إ.) | كوريا الجنوبية  |
| ---------------- | ------------ | --------------- |
| رامزي 36' (ركل.) | تقرير        | جي دونغ وون 29' |

### نصف النهائي
| المكسيك                                 | 3 – 1 | اليابان   |
| --------------------------------------- | ----- | --------- |
| فابيان 31' · بيرالتا 65' · كورتيس 90+3' | تقرير | أوتسو 12' |

| كوريا الجنوبية | 0 – 3 | البرازيل                     |
| -------------- | ----- | ---------------------------- |
|                | تقرير | رومولو 38' · دامياو 57'، 64' |

### مباراة الميدالية البرونزية
| كوريا الجنوبية                      | 2 – 0 | اليابان |
| ----------------------------------- | ----- | ------- |
| بارك تشو يونغ 38' · كو جا تشيول 57' | تقرير |         |

### مباراة الميدالية الذهبية
| البرازيل   | 1 – 2 | المكسيك         |
| ---------- | ----- | --------------- |
| هالك 90+1' | تقرير | بيرالتا 1'، 75' |

## الترتيب النهائي
| ترتيب | فريق                           | نقاط | فرق | عليه | له | خ | ت | ف | لعب |
| ----- | ------------------------------ | ---- | --- | ---- | -- | - | - | - | --- |
| 1     | المكسيك (MEX)                  | 16   | 8+  | 4    | 12 | 0 | 1 | 5 | 6   |
| 2     | البرازيل (BRA)                 | 15   | 9+  | 7    | 16 | 1 | 0 | 5 | 6   |
| 3     | كوريا الجنوبية (KOR)           | 9    | 0   | 5    | 5  | 1 | 3 | 2 | 6   |
| 4     | اليابان (JPN)                  | 10   | 1+  | 5    | 6  | 2 | 1 | 3 | 6   |
| 5     | بريطانيا العظمى (GBR)          | 8    | 3+  | 3    | 6  | 0 | 2 | 2 | 4   |
| 6     | السنغال (SEN)                  | 5    | 0   | 6    | 6  | 1 | 2 | 1 | 4   |
| 7     | هندوراس (HON)                  | 5    | 0   | 5    | 5  | 1 | 2 | 1 | 4   |
| 8     | مصر (EGY)                      | 4    | 2−  | 8    | 6  | 2 | 1 | 1 | 4   |
| 9     | الأوروغواي (URU)               | 3    | 2−  | 4    | 2  | 2 | 0 | 1 | 3   |
| 10    | بيلاروس (BLR)                  | 3    | 3−  | 6    | 3  | 2 | 0 | 1 | 3   |
| 11    | المغرب (MAR)                   | 2    | 1−  | 3    | 2  | 1 | 2 | 0 | 3   |
| 12    | الغابون (GAB)                  | 2    | 2−  | 3    | 1  | 1 | 2 | 0 | 3   |
| 13    | سويسرا (SUI)                   | 1    | 2−  | 4    | 2  | 2 | 1 | 0 | 3   |
| 14    | إسبانيا (ESP)                  | 1    | 2−  | 2    | 0  | 2 | 1 | 0 | 3   |
| 15    | الإمارات العربية المتحدة (UAE) | 1    | 3−  | 6    | 3  | 2 | 1 | 0 | 3   |
| 16    | نيوزيلندا (NZL)                | 1    | 4−  | 5    | 1  | 2 | 1 | 0 | 3   |

## الهدافين
اللاعبون المدرجون بالعريض لا يزالوا نشطين في المنافسة.
5 أهداف
- موسى كوناتي

4 أهداف
- لياندرو دامياو

3 أهداف
| - نيمار - محمد صلاح | - جيري بينغتسون | - جيوفاني دوس سانتوس |

هدفين
| - محمد أبو تريكة - دانييل ستوريدج | - كينسوكي ناغاي - يوكي أوتسو | - إسماعيل مطر |

هدف واحد
| - ديميتري باها - رينان بريسان - أندري فارانكوف - دانيلو - أوسكار - ألكساندر باتو - رافاييل - ساندرو رانييري - مروان محسن - بيير أوباميانج - كريغ بيلامي | - ريان غيغز - آرون رامزي - سكوت سينكلير - روجير إسبينوزا - ماريو مارتينيز - مايا يوشيدا - كيم بو كيونغ - جي دونغ وون - بارك تشو يونغ - خافيير أكوينو - خورخي إنريكيز | - هيكتور هيريرا - أوريبي بيرالتا - عبد العزيز برادة - زكريا لبيض - كريس وود - إبراهيما بالدي - إينوسنت إميغارا - أدمير محمدي - راشد عيسى - نيكولاس لوديرو - غاستون راميريز |